# Charlottenhof
Le château de Charlottenhof  est un château et un monument historique situé au sud-ouest du palais de Sanssouci à Potsdam en Allemagne. Il fut la résidence d'été du prince héritier puis roi de Prusse Frédéric-Guillaume IV (1795–1861) ; aujourd'hui il est placé sous administration de la Fondation des châteaux et jardins prussiens de Berlin-Brandebourg.

## Histoire
Cette folie néo-classique a été construit, dans le style classique italien, de 1826 à 1829 par l'architecte Karl Friedrich Schinkel et son élève Ludwig Persius. Le terrain au sud-ouest des jardins de Sanssouci avait été acheté par le roi Frédéric-Guillaume III puis offert en cadeau à son fils, le prince héritier Frédéric-Guillaume IV, et son épouse Élisabeth Louise de Bavière. Il s'agissait en effet d'une reconstruction d'un ancien bâtiment résidentiel de Johan Bouman, châtelain de Frédéric II et maître d’ouvrage à Sanssouci.

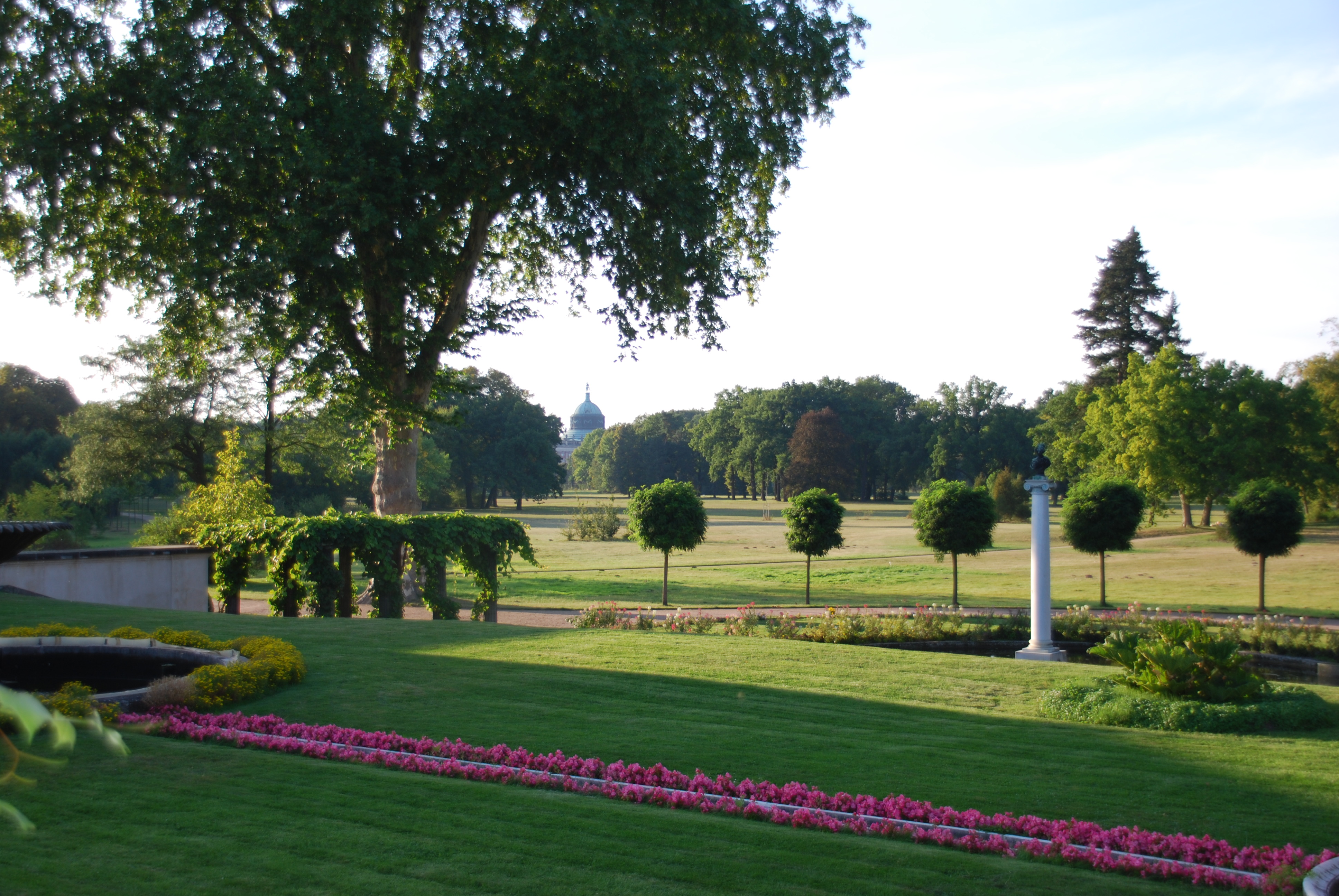
Vue sur les jardins de Charlottenhof vers le Nouveau Palais.

Comme pour les bains romains adjacents, aussi dessinés par Schinkel, Frédéric-Guillaume IV — qui à l'époque n’était que prince — participa aux dessins et aux plans du château et les jardins environnants réalisés par Hermann Sello avec la participation de Peter Joseph Lenné. On y voit également le bureau et la chambre à coucher d'Alexander von Humboldt qui y passe les mois d'été entre 1835 et 1840 sur invitation de Frédéric-Guillaume IV.